# Stauros Schizas
Stauros Schizas (in greco Σταύρος Σχίζας?; Atene, 10 gennaio 1989) è un cestista greco.